# Jakobinska diktatura
Jakobinska diktatura je najbolj nasilno obdobje francoske revolucije, ki je trajalo od aprila 1793 do junija 1794.
V času diktature je bila oblast v rokah Odbora za občo blaginjo, ki ga je vodil Maximilien Robespierre. V času jakobinske diktature so v Franciji iskali sovražnike revolucije in države. Za najmanjši prestopek so jih usmrtili z giljotino. Usmrtitve so potekale javno.
Zaradi naveličanosti z revolucijo so se uprle številne pokrajine: Arras, Marseille, Lyon, Nantes, Brest ...